# AaRON
AaRON is een Franse poprockband, opgebouwd rond Simon Buret en Olivier Coursier, die werd opgericht in 2004. De groepsnaam is een acroniem voor Artificial Animals Riding On Neverland. Het duo verwierf bekendheid door hun bijdrage aan de soundtrack van Je Vais Bien Ne T'en Fais Pas, waarvan het nummer U-Turn (Lili) een radiohit werd.

## Biografie

#### 2004: Ontstaan
In 2004 zag AaRON het levenslicht, toen Simon Buret (op dat moment acteur) en Olivier Coursier (toen nog actief in de metalband Mass Hysteria) elkaar ontmoetten door toedoen van een gemeenschappelijke kennis. Endless Song was het eerste gecomponeerde nummer en zou later ook op hun debuutalbum verschijnen. Hoewel beiden in eerste instantie weinig tijd konden besteden aan het project, door hun lopende verplichtingen als respectievelijk acteur en muzikant, werden er in het eerste jaar toch een twintigtal songs geschreven.

#### 2006: Soundtrack Je Vais Bien, Ne T'en Fais Pas
Wanneer hij een auditie doet voor een bijrol in de nieuwe film van Philippe Lioret, laat Buret Lioret een ballade van zichzelf beluisteren: U-Turn (Lili). Lioret is onder de indruk, besluit de muziek op te nemen in de soundtrack en hernoemt bovendien het hoofdpersonage naar 'Lili'. De film heeft in Frankrijk meer dan 800.000 bezoekers, wat AaRON meteen ook populariteit oplevert met hun single U-Turn (Lili), die tot op heden al meer dan 5 miljoen maal bekeken is op YouTube. Diezelfde single zal vijf weken lang de nummer één plaats bekleden bij de topdownloads van iTunes.

#### 2007: Release Artificial Animals Riding on Neverland
Op 29 januari 2007 wordt AaRONs debuutalbum uitgegeven: Artificial Animals Riding on Neverland. Er zullen dat jaar 130.000 exemplaren van het album in Frankrijk verkocht worden.

#### 2010 - Heden: Birds in the Storm
Op 4 oktober 2010 wordt de tweede langspeler voorgesteld: Birds in the Storm. Het duo wijkt hier ietwat af van de melancholie die in hun debuut centraal stond, maar blijft desalniettemin erg introspecief.
In 2011 volgt het livealbum Waves from the Road waarop de band songs van beide voorgaande albums akoestisch brengt.

## Discografie
- Studio
  - Artificial Animals Riding on Neverland (2007)
  - Birds in the Storm (2010)
  - We Cut the Night (2015)
- Live
  - Waves from the Road (2011)

## Trivia
- Simon Buret verschijnt ook als acteur in Je Vais Bien, Ne T'en Fais Pas, waar hij een vriend van Lili vertolkt.